# El fin de la comedia
El fin de la comedia é uma série de televisão espanhola criada por Miguel Esteban, Raúl Navarro e Ignatius Farray e produzida pelo canal Comedy Central.

## Elenco
- Ignatius Farray	...	 Ignatius
- Iggy Rubin	...	 Iggy
- Juan Cavestany	...	 Juan
- Martina Pérez	...	 Silvia, filha de Nacho
- Javier Botet	...	 Javier
- Maite Sandoval	...	 Juana
- Rocío León	...	 Estefanía

## Prêmios e indicações
| Ano  | Prêmio                         | Categoria      | Indicação            | Resutado |
| ---- | ------------------------------ | -------------- | -------------------- | -------- |
| 2018 | 46th International Emmy Awards | Melhor Comédia | El fin de la comedia | Indicado |